# Gotfryd VI Brodaty
Gotfryd VI (I) Brodaty zwany też Wielkim (ur. ok. 1060, zm. 25 stycznia 1139) – książę Dolnej Lotaryngii jako Gotfryd VI w latach 1106–1128 i landgraf Brabancji jako Gotfryd I od 1095 z dynastii z Louvain.

## Życiorys
Gotfryd był drugim synem Henryka II, hrabiego Louvain i Adeli z Betau. Po śmierci starszego brata Henryka III objął hrabstwo Louvain i Brabancji. W sporze o tron niemiecki między Henrykiem IV i jego synem Henrykiem V opowiedział się po stronie młodszego Henryka i w nagrodę w 1106 r. otrzymał odebrane Henrykowi I z Limburga księstwo Dolnej Lotaryngii. Zdobył także Akwizgran.
Henryk I nie ustawał jednak w staraniach o odzyskanie należnego mu księstwa i umacniał się we wschodniej jego części. W 1114 r. rywale wspólnie wzięli udział w powstaniu arcybiskupa Kolonii Fryderyka ze Schwarzenburga przeciwko Henrykowi V, ale już wkrótce Gotfryd zbliżył się do cesarza, z jego pomocą osadził swego brata Albero na stanowisku biskupa Leodium i wznowił walkę z synem i następcą Henryka I, Walramem II. Oznaką rosnącej za sprawą Gotfryda potęgi rodu z Louvain było zawarte w 1125 r. małżeństwo jego córki Adelajdy z królem Anglii Henrykiem I.
Po śmierci Henryka V sytuacja Gotfryda zaczęła się zmieniać. W 1127 r. Gotfryd w sporze o tron we Flandrii opowiedział się przeciwko kandydatowi wspieranemu przez nowego króla Niemiec Lotara z Supplinburga. W efekcie w 1128 r. król odebrał mu księstwo Dolnej Lotaryngii i oddał je rywalowi Gotfryda, Walramowi I z Limburgii. Także tron biskupi w Leodium dostał się po śmierci Adalberta w 1128 r. stronnikom nowego króla. Gotfryd nie zamierzał poddać się Walramowi bez walki, jednak w 1129 r. został przez niego pokonany i uznał ostatecznie swą porażkę w zmaganiach o Dolną Lotaryngię. Tytuł księcia Dolnej Lotaryngii tracił jednak już wówczas na znaczeniu.
Z kolejnym królem Niemiec Konradem III Hohenstaufem Gotfryd pozostawał w dobrych stosunkach. Swego najstarszego syna, Gotfryda VII wydał za siostrę żony Konrada, Liutgardę z Sulzbach. Dobre kontakty z cesarzem pozwoliły synowi Gotfryda odzyskać Dolną Lotaryngię po śmierci Walrama I.

## Rodzina
Około 1105 r. Gotfryd poślubił Idę, córkę hrabiego Chiny Ottona II. Z tego małżeństwa pochodziło pięcioro dzieci:
- Gotfryd VII z Louvain, następca ojca jako landgraf Brabancji,
- Henryk, hrabia Louvain,
- Adeliza (Adelajda), druga żona króla Anglii Henryka I, a następnie żona Williama d’Aubigny, 1. lorda Arundel,
- Ida, żona hrabiego Kleve Arnolda I,
- Klarycja.

Po śmierci Idy ok. 1121 r. poślubił Klemencję z Ivrei, córkę hrabiego Burgundii Wilhelma I (a zarazem wdowę po hrabim Flandrii Robercie II i siostrę papieża Kaliksta II). To małżeństwo było bezdzietne.